# Лунань
Луна́нь (кит. упр. 路南, пиньинь Lùnán) — район городского подчинения городского округа Таншань провинции Хэбэй (КНР). Название района в переводе означает «к югу от дороги» (он расположен южнее железной дороги).

## История
При империи Мин в этих местах стали селиться переселенцы из провинции Шаньдун. Разработка Кайпинских угольных копей во второй половине XIX века привела к бурному росту деревушки, и в первой половине XX века Таншань стал довольно крупным городом. В 1955 году районы №2, №3 и №6 были объединены в район Лунань.
В 1956 году район Лубэй был объединён с районом Лунань в Городской район (市区). В 1963 году район Лунань был воссоздан.

## Административное деление
Район Лунань делится на 9 уличных комитетов, 1 посёлок и 1 волость. Также администрации района Лунань подчиняется Лутайская зона экономического развития (芦台经济开发区), которая полностью окружена территорией района Нинхэ города центрального подчинения Тяньцзинь.